# Фаруэлл (Техас)
Фаруэлл (англ. Farwell) — город в США, расположенный в северо-западной части штата Техас, административный центр округа Пармер. По данным переписи за 2010 год число жителей составляло 1363 человека, по оценке Бюро переписи США в 2018 году в городе проживало 1388 человек.

## История
Поселение было основано в 1905 году в месте, где железная дорога Pecos Valley and Northern Texas Railway пересекала границу со штатом Нью-Мексико. Город был назван в честь братьев Чарльза и Джона Фаруэллов. Первый был сенатором Иллинойса, а второй торговцем и филантропом, проспонсировавшим постройку капитолия Техаса. В 1906 году было открыто почтовое отделение. В 1907 году Фаруэлл получил статус административного центра нового округа Пармер, также была построена церковь, которая некоторое время служила также помещением для школы, здание для которой было построено в 1910 году. В 1908 году был открыт банк, железная дорога Santa Fe Railroad  построила депо, склад и углехранилище. К 1910 году начался выпуск первой газеты, State Line Tribune. В 1907 году город получил устав, однако в 1910 году городские средства были израсходованы, банк закрылся, а управление городом перешло обратно властям округа.
В 1917 году в Фаруэлле было построено постоянное здание суда округа. К середине 1920-х годов в городе функционировали все коммунальные услуги. В 1950 году город вновь поднял вопрос о местном самоуправлении, жители города проголосовали за новый устав. В 1955 году был в городе был открыт госпиталь, а через год создана добровольческая бригада пожарной охраны.
В городе работает ряд предприятий, обслуживающих сельскохозяйственную отрасль региона, таких как завод по производству удобрений, завод по производству оросительных труб, несколько кормовых участков и четыре элеватора.

## География
Фаруэлл находится в юго-западной части округа, на границе со штатом Нью-Мексико, его координаты: 34°23′08″ с. ш. 103°02′14″ з. д..
Согласно данным бюро переписи США, площадь города составляет около 2,1 км2, полностью занятых сушей.

### Климат
| Показатель                    | Янв.  | Фев.  | Март | Апр.  | Май  | Июнь | Июль | Авг. | Сен. | Окт.  | Нояб. | Дек.  |
| ----------------------------- | ----- | ----- | ---- | ----- | ---- | ---- | ---- | ---- | ---- | ----- | ----- | ----- |
| Абсолютный максимум, °C       | 26,1  | 28,3  | 32,8 | 37,2  | 39,4 | 43,3 | 42,8 | 43,3 | 40,6 | 36,7  | 29,4  | 32,8  |
| Средний суточный максимум, °C | 11    | 13    | 18   | 22    | 27   | 32   | 33   | 31   | 28   | 23    | 16    | 11    |
| Средний суточный минимум, °C  | −4    | −2    | 1    | 6     | 11   | 16   | 18   | 17   | 13   | 7     | 1     | −3    |
| Абсолютный минимум, °C        | −24,4 | −27,2 | −20  | −11,1 | −2,8 | 2,2  | 10   | 7,8  | −0,6 | −10,6 | −18,3 | −22,8 |
| Норма осадков, мм             | 12,2  | 10,4  | 16,8 | 26,2  | 48,8 | 66,5 | 65,8 | 87,1 | 55,1 | 44,5  | 18,8  | 17,8  |
| Источник: intellicast.com     |       |       |      |       |      |      |      |      |      |       |       |       |

## Население
Согласно переписи населения 2010 года в городе проживало 1363 человека, было 531 домохозяйство и 373 семьи. Расовый состав города: 84,7 % — белые, 2 % — афроамериканцы, 1,1 % — коренные жители США, 0,6 % — азиаты, 0 % (0 человек) — жители Гавайев или Океании, 10,1 % — другие расы, 1,5 % — две и более расы. Число испаноязычных жителей любых рас составило 40,9 %.
Из 531 домохозяйства, в 36,2 % живут дети младше 18 лет. 56,1 % домохозяйств представляли собой совместно проживающие супружеские пары (25,4 % с детьми младше 18 лет), в 10 % домохозяйств женщины проживали без мужей, в 4,1 % домохозяйств мужчины проживали без жён, 29,8 % домохозяйств не являлись семьями. В 26,6 % домохозяйств проживал только один человек, 14 % составляли одинокие пожилые люди (старше 65 лет). Средний размер домохозяйства составлял 2,52 человека. Средний размер семьи — 3,07 человека.
Население города по возрастному диапазону распределилось следующим образом: 28,8 % — жители младше 20 лет, 24 % находятся в возрасте от 20 до 39, 31 % — от 40 до 64, 16,1 % — 65 лет и старше. Средний возраст составляет 37,5 года.
Согласно данным пятилетнего опроса 2018 года, медианный доход домохозяйства в Фаруэлле составляет 46 750 долларов США в год, медианный доход семьи — 65 729 долларов. Доход на душу населения в городе составляет 25 220 долларов. Около 6,9 % семей и 9,2 % населения находятся за чертой бедности. В том числе 15,5 % в возрасте до 18 лет и 11,8 % старше 65 лет.

## Местное управление
Управление городом осуществляется мэром и городским советом, состоящим из 5 человек.
Другими важными должностями, на которые происходит наём сотрудников, являются:
- Городской секретарь
- Городской юрист
- Шеф полиции

## Инфраструктура и транспорт
Основными автомагистралями, проходящими через Фаруэлл, являются:
- автомагистраль 60 США идёт с северо-востока от Херфорда на запад к Кловису, штат Нью-Мексико.
- автомагистраль 70 США идёт с юго-востока от Мьюлшу на запад к Кловису, штат Нью-Мексико.
- автомагистраль 84 США идёт совпадает с автомагистралью 70 США на участке от Мьюлшу до Кловиса.

Ближайшим аэропортом, выполняющим коммерческие рейсы, является международный аэропорт Престона Смита в Лаббоке. Аэропорт находится примерно в 150 километрах к юго-востоку от Фаруэлла.

## Образование
Город обслуживается консолидированным независимым школьным округом Фаруэлл.

## Отдых и развлечения
Ежегодно в июле в городе проводятся дни пограничного города.

## Галерея

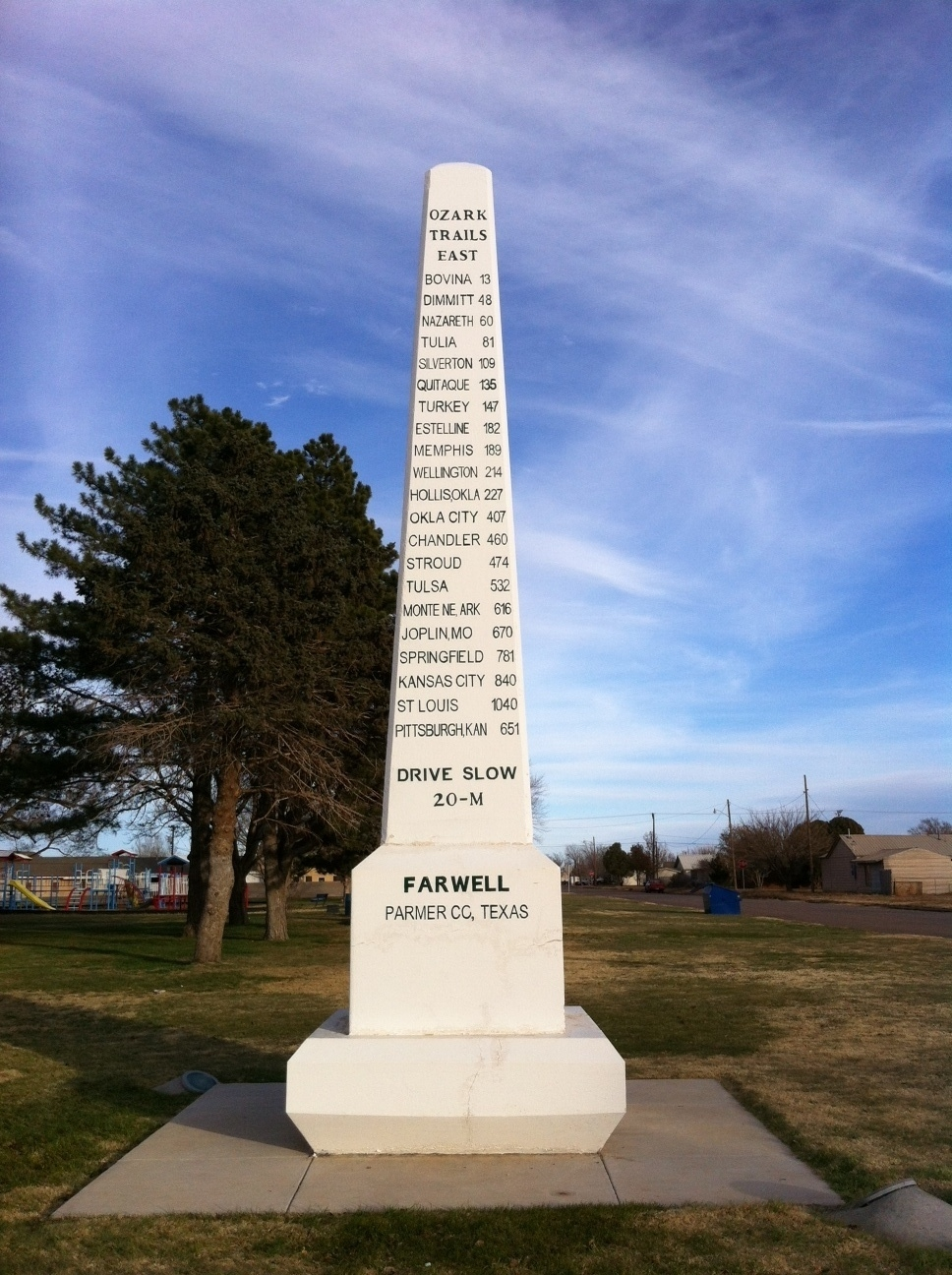
Обелиск в Фаруэлле, посвящённый сети дорог Озарк
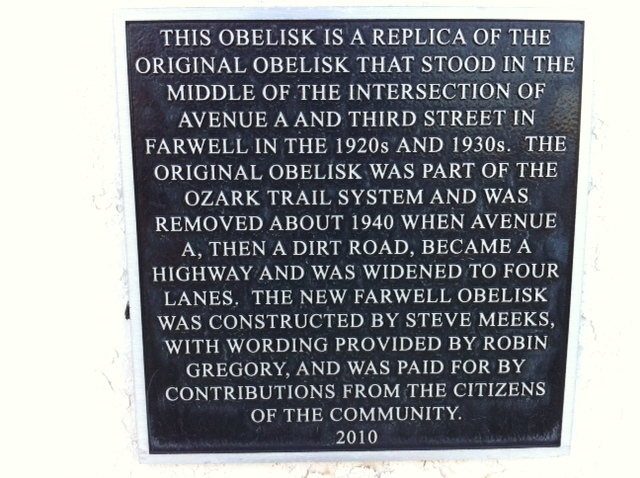
Памятная доска, посвящённая сети дорог Озарк
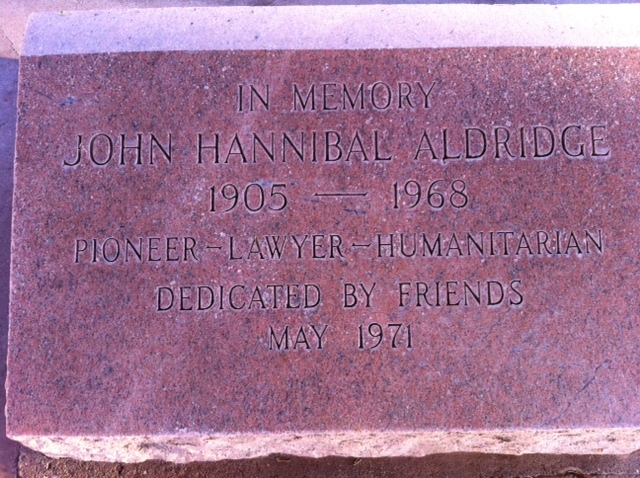
Монумент первым пионерам региона
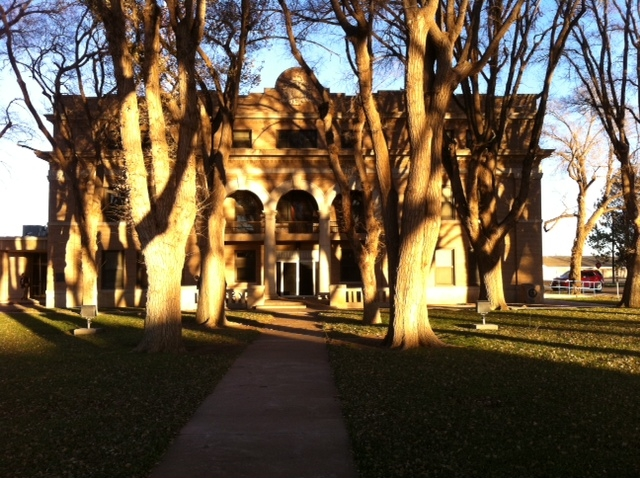
Здание суда округа Пармер
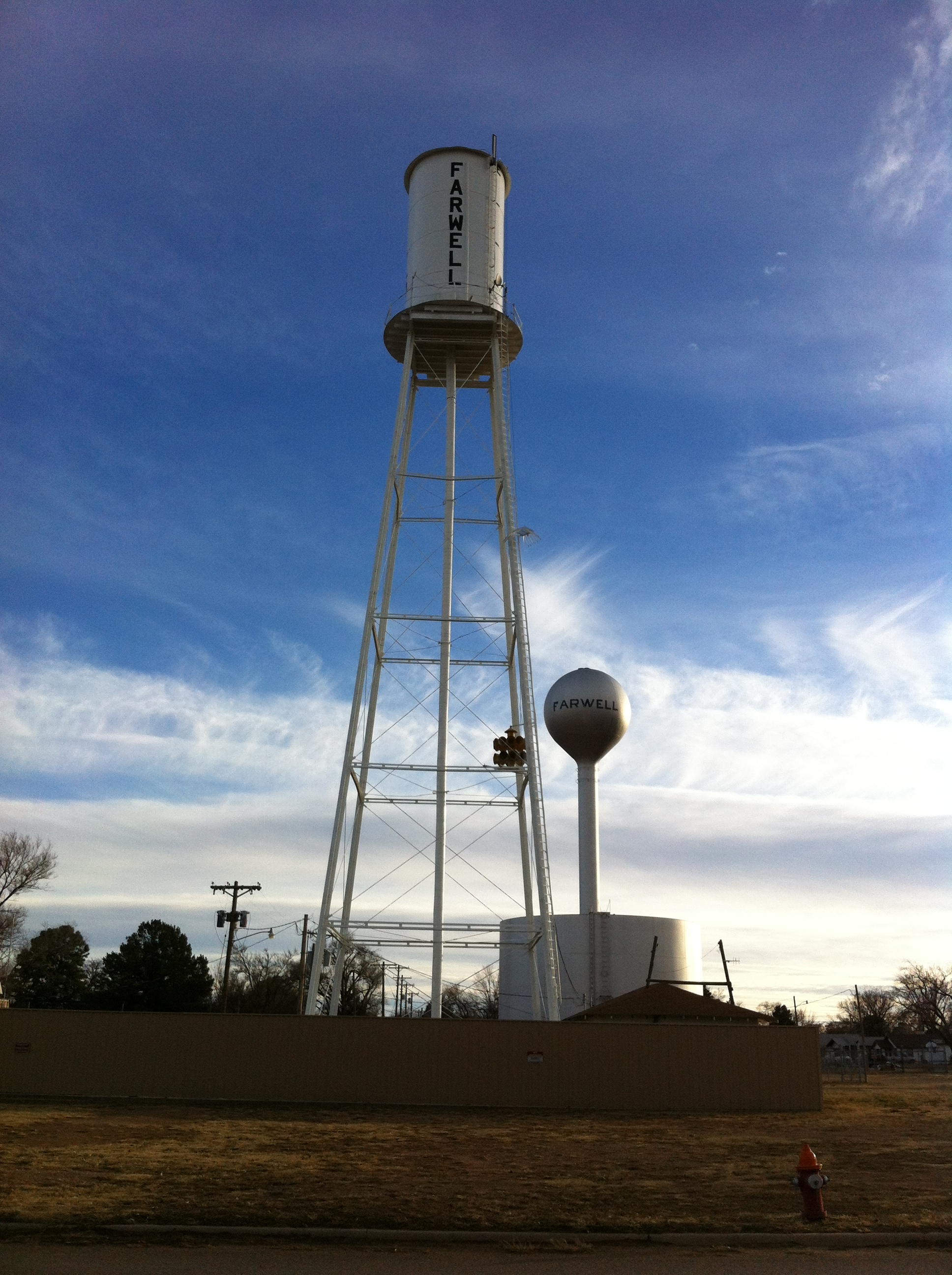
Две водонапорные башни в Фаруэлле
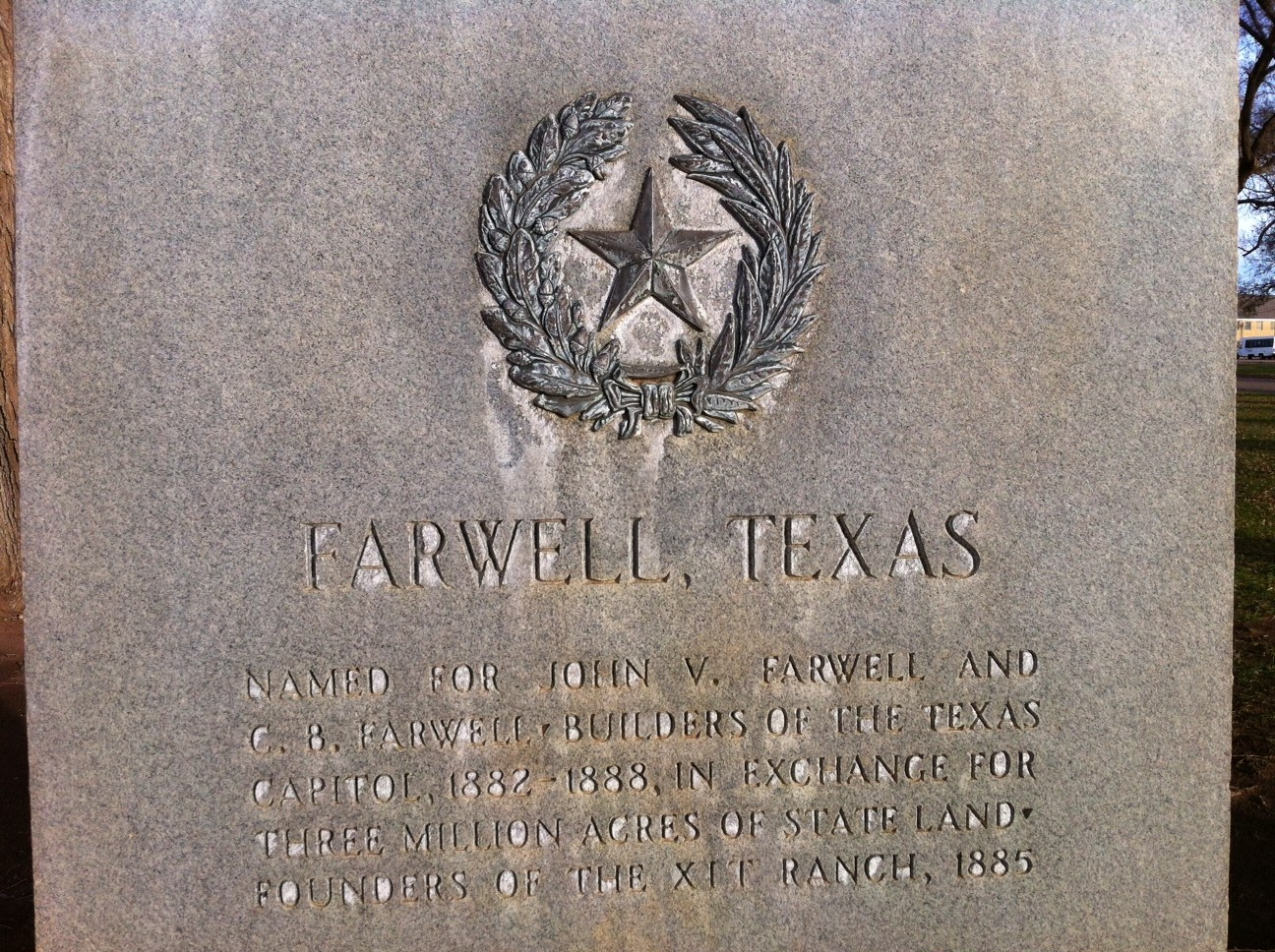
Монумент, посвящённый братьям Фаруэлл, в честь которых назван город